# Elisabeth Grüttefien-Kiekebusch

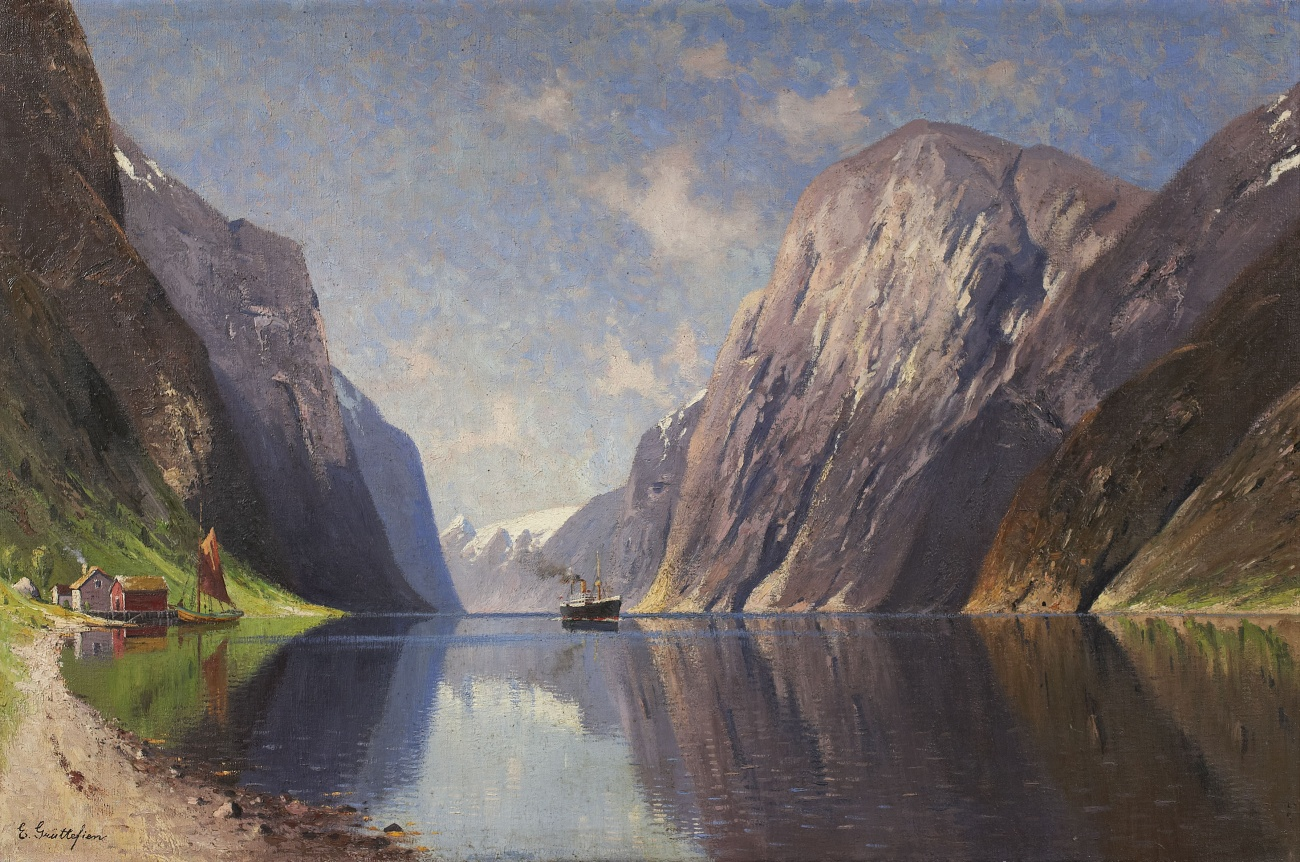
Fjord mit einem Dampfer

Josephine Elisabeth Grüttefien-Kiekebusch (* 21. März 1871 in Kettwig, Kreis Essen; † 6. Mai 1954 in West-Berlin) war eine deutsche Landschaftsmalerin.

## Leben
Elisabeth Grüttefien, Tochter des Geheimen Oberbaurats Ernst August Leopold Grüttefien, studierte Malerei beim norwegischen Maler Adelsteen Normann. Sie war ab 1903 mit dem Berliner Landschaftsmaler Hermann Kiekebusch (eigentlich Friedrich Hermann Kikebusch, 1857–1929) verheiratet. Beide malten im gemeinsamen Atelier in Berlin-Schlachtensee vorwiegend norwegische und alpenländische Motive.